# Test d'intégration
Pour les articles homonymes, voir Intégration.
Dans le monde du développement informatique, le test d'intégration est une phase de tests, précédée par les tests unitaires et généralement suivie par les tests de validation, vérifiant le bon fonctionnement d'une partie précise d'un logiciel ou d'une portion d'un programme (appelée « unité » ou « module ») ; dans le test d’intégration, chacun des modules indépendants du logiciel est assemblé et testé dans l’ensemble.

## Objectif
L'objectif de chaque phase de test est de détecter les erreurs qui n'ont pas pu être détectées lors de la précédente phase.
Pour cela, le test d’intégration a pour cible de détecter les erreurs non détectables par le test unitaire.
Le test d’intégration permet également de vérifier l'aspect fonctionnel, les performances et la fiabilité du logiciel.
L'intégration fait appel en général à un système de gestion de versions, et éventuellement à des programmes d'installation.
Cela permet d'établir une nouvelle version, fondée soit sur une version de maintenance, soit sur une version de développement.

## L'organisation d'un test d’intégration
Le but de l'organisation d'un test d’intégration est de définir la stratégie de l'activité de test d’intégration en termes d'ordre d’intégration, de test à réaliser, du matériel sur lequel seront lancés les tests, ainsi que les outils  et la procédure employée.
Il est recommandé d'employer la procédure suivante pour l'organisation d'un test d’intégration.
1. Introduction et organisation
  - présentation du document
  - décrire l'organisation en termes de procédure à suivre et les outils et matériels disponibles pour l'équipe d’intégration
2. Stratégie
  - identifier le produit fini du test d’intégration
  - identifier les spécifications du test d'intégration qui doivent être produites
  - mettre en évidence l’intérêt de chaque test
  - définir l'ordre dans lequel les tests doivent être effectués
3. Contenu des spécifications du test d’intégration
  - pour chaque spécification mentionnée dans la stratégie, définir l’assemblage inhérent aux tests et les attentes du design qui sont à vérifier
  - identifier la configuration matérielle requise pour le test
  - lister les outils et logiciels de test
  - identifier les assemblages précédemment testés nécessaires au test.

Cette procédure est adaptée en fonction des besoins. Pour un système comprenant plusieurs sous-systèmes, la procédure no 3 (contenu des spécifications des tests d'intégration) sera usuellement effectuée pour chacun des sous-systèmes, par exemple.

## Méthode d’approche de l’intégration

1 est le module principal (main), chaque module appelle les méthodes des modules inférieurs.

Il existe plusieurs méthodes pour les tests d’intégration dont voici les plus courants : Top-down, Bottom-up, Sandwich et Big-bang.
Pour une meilleure compréhension, ce schéma va être employé comme exemple pour chaque cas :

### Top-down
On teste les modules les plus hauts puis ceux en dessous.
On obtient donc les tests de :
- première étape 
  - 1
- seconde étape
  - 1, 2 et 3
- troisième étape 
  - 1, 2, 3, 4, 5 et 6
- quatrième étape
  - 1, 2, 3, 4, 5, 6, 7, 8 et 9

#### Les avantages
- Localisation des erreurs plus facile
- Nécessite peu de driver (ou Mock)
- Possibilité d'obtenir un prototype rapidement
- Plusieurs ordres de test/ implémentation(s) possible(s)
- Les erreurs de conception majeures sont détectées en premier dans les modules au plus haut niveau

#### Les désavantages
- Nécessite beaucoup de stubs (bouchon de test[6])
- Des modules de bas niveau potentiellement réutilisables risquent d'être mal testés

Il convient de noter qu'il est parfois possible de vérifier un programme informatique, c'est-à-dire prouver, de manière plus ou moins automatique, qu'il assure certaines propriétés.

### Bottom-up
On teste les modules du plus bas niveau puis ceux plus hauts qui les appellent. On obtient donc :
- première étape 
  - 7
  - 8
  - 9
- seconde étape 
  - 4
  - 5, 7 et 8
  - 6 et 9
- troisième étape 
  - 2, 4, 5, 7 et 8
  - 3, 6 et 9
- quatrième étape
  - 1, 2, 3, 4, 5, 6, 7, 8 et 9

#### Les avantages
- Localisation facile des erreurs
- Aucun besoin de stub
- Les modules réutilisables sont testés correctement
- Les tests peuvent se faire en parallèle avec le développement

#### Les désavantages
- Nécessite des drivers
- Les modules de haut niveau sont testés en dernier
- Aucun squelette de système n'est conceptualisé

### Sandwich
On combine ici les intégrations Top-down et Bottom-up. Il faut distinguer trois niveaux :
- Niveau logique (haut) ;
- Niveau cible (milieu) ;
- Niveau opérationnel (bas).

On teste en même temps les modules de haut et bas niveau, puis on avance vers le centre, méthode réunissant les avantages des deux précédentes.
- première étape 
  - 1
  - 7 et 8
  - 9
- seconde étape 
  - 1, 2 et 3
  - 5, 7 et 8
  - 6 et 9
  - 4
- troisième étape
  - 1, 2, 3, 4, 5 et 6
  - 2, 4, 5, 7 et 8
  - 3, 6 et 9
- quatrième étape
  - 1, 2, 3, 4, 5, 6, 7, 8 et 9

#### Les avantages
- Les niveaux haut et bas peuvent être testés en parallèle
- Diminuer les besoins en driver et en stub.

#### Les désavantages
- Plus complexe à planifier
- Le niveau cible peut être difficile à définir

### Big-bang
Il s’agit d'une intégration non incrémentale. On intègre tous les modules d'un coup juste après les tests unitaires.

#### Les avantages
- Convient aux petits systèmes
- Gain de temps

#### Les désavantages
- Besoin de driver et de stub pour chaque module
- Ne permet pas le développement en parallèle
- Rend la localisation des erreurs difficile
- Les erreurs d'interface peuvent facilement passer inaperçues

## Outils utilisés
Pour les applications utilisant les nouvelles technologies et donc des ateliers de génie logiciel (Eclipse - Visual Studio - JBuilder - JDeveloper…), les tests d’intégration ont évolué vers de l’intégration continue.
L’intégration continue est la fusion des tests unitaires et des tests d’intégration, car le programmeur détient toute l’application sur son poste et peut donc faire de l’intégration tout au long de son développement.